# أورسولا جراهام باور
تعتبر أورسولا فيوليت جراهام باور (15 مايو 1914- 12 نوفمبر 1988)، الحاصلة على رتبة العضو MBE) في رتب الإمبراطورية البريطانية (عرفت فما بعد بأورسولا فيوليت جراهام بتس)، أحد رواد الأنثروبولوجيا في تلال ناجا ما بين 1937-1946 ومقاتلة في حرب العصابات ضد اليابانيين في بورما من 1942- 1945.

## السيرة الذاتية
ولدت أورسولا في إنجلترا عام 1914، وهي ابنة القائد جون جراهام باور، الذي كان يعمل في البحرية الملكية البريطانية في الفترة ما بين (1886-1940)، درست أورسولا في مدرسة رودين؛ لكن العجز في ميزانية العائلة منعها من إنهاء دراستها ومن تحقيق هدفها في دراسة علم الآثار في أكسفورد. عندما تزوج والدها للمرة الثانية في عام 1932، أصبحت باور ربيبة كاتبة قصص الأطفال باربرا يوفان تود، مبتكرة شخصية الفزاعة الخيالية ورزل جوميدج. في نفس العام سافرت إلى كندا.
في عام 1937، زارت أورسولا الهند أولًا، وبالأخص، تلال ناجا ومانيبور، وذلك عندما دعتها أليكسا ماكدونالد، التي التقت بها أثناء قضائها العطلة في سكاي، حيث كانت الأخيرة تقيم مع شقيقها الذي كان يعمل في الخدمة المدنية الهندية في أمفال. كانت والدة أورسولا تأمل بأن تلتقي ابنتها بالزوج المناسب في هذه الرحلة. ولكنها عوضًا عن ذلك، أغرمت بتلال ناجا وقبائلها. في عام 1939، عادت باور بمفردها إلى الهند «وذلك لكي تلتقط بعض من الصور ولتقوم ببعض من الأعمال الطبية، أو ربما لكتابة كتاب ما». فقضت عدة سنوات مع سكان تلال ناجا كعالمة أنثروبولوجيا. إذ قامت بالتقاط أكثر من ألف صورة توثق بها حياة القبائل المحلية والتي تم استخدمتها لاحقًا في دراسة المقارنة.
كانت باور تقيم في لندن عند بداية الحرب العالمية الثانية، إلا إنها كانت تعتزم بالرجوع إلى تلال ناجا. حينما سنحت لها الفرصة، حصلت على إذن من الإدارة البريطانية للسماح لها بالعيش بين أهالي ناجا في قرية لايسونغ، التي كانت تعرف حينها باسم شمال كاشار. خلال إقامتها هناك، كسبت ثقة وعقدت صداقات مع رؤساء القرية المحليين، فعندما غزت الجيوش اليابانية بورما في عام 1942، وهددت بالتوغل نحو الهند، طلبت منها الإدارة البريطانية تشكيل جيش من سكان ناجا المحليين وجعلهم يتمركزون بالأدغال لمحاصرة اليابانيين. حشدت باور سكان ناجا ضد القوات اليابانية، واضعة نفسها في المقدمة، وقادت في بادئ الأمر 150 فرد مسلح فقط بمسدسات قديمة شبه آلية عبر حوالي 800 ميل مربع (2.100 كم2) من الأدغال الجبلية. أدرك الجنرال سليم الدور الذي لعبته باور؛ فمدها بالأسلحة والتعزيزات، مانحا لها وحدتها العسكرية الخاصة ضمن القوة الخامسة، بلقب «قوة باور». بلغت قوة باور المكونة من جيش ناجا كمًا هائلًا لدرجة أن اليابانيين ورصدوا مكافأة لمن يقتلها. أصبحت باور شخصية رئيسية لكتاب مصور بعنوان ملكة الأدغال. كان دائمًا سلاحها المفضل هو بندقية ستين، اثنتين منهما استخدمتهما في الواقع. لقد تدربت باور على السلاح منذ نعومة أظافرها من قبل والدها، فلم تتردد قط بالتعامل مع الأسلحة النارية ولا بتدريب الناجا عليها.
تطبيقًا لأوامرها، تم وضع الحراس على مسارات رئيسية وثانوية، وتم إنشاء نظام للمراقبة والتحذير. شهدت هذه المسارات فرار آلاف الأشخاص الذين تم إجلائهم، وهروب البعض من الخدمة العسكرية، وهرب السجناء والطياريين المطلق صراحهم من بورما إلى الهند. كما وجهت باور الناجا إلى نصب كمائن لفرق البحث اليابانية. بسبب إنجازاتها في بورما تم تكريمها بتاريخ 24 نيسان/أبريل 1945 عضوًا في وسام الإمبراطورية البريطانية، وتلقت في عام 1944 ميدالية لورنس التذكارية، بلقب لورنس العرب، وذلك تقديرًا لعملها في الأنثروبولوجيا بين شعب الناجا.
لم تتلق باور أي تدريب رسمي في الأنثروبولوجيا، ولكن صورها وأفلامها وإصدارها دراستين خاصتين حول شعب الناجا والأباتاني أهَّلها لتصبح أحد علماء الأنثروبولوجيا، جنبًا إلى جنب مع صديقاتها ج.ب.ميلز، وبيل أرتشر وكرستوفر فون فورر هايمندورف. حصلت في عام 1950 على شهادة بكالوريس في الأنثروبولوجيا من جامعة لندن.
التقت بالمقدم فريدريك بيكولسون بيتس عندما كان يخدم في القوة الخامسة في بورما خلال الحرب العالمية الثانية وتزوجته في تموز/يوليو من عام 1945. تم تعيين بيتس، المعروف باسم تيم، كضابط سياسي في إقليم سوبانيري النائي والمتقلب نحو منطقة تبت، وقد عملا معا لإقامة علاقة جيدة وتهدئة المعارك المستمرة بين قبائل دفلا وأبا تاني، حتى استقلال الهند بحيث طالبوا بإقالتهما وتسريحهما من الخدمة. عند عودتها مع تيم إلى بريطانيا في عام 1948، قاما بزراعة نبات القهوة في كينيا. بعد مغادرتهما كينيا جراء خطر الاضطرابات المحلية، انتقلا للعيش بجزيرة مول، حيث قاما بتربية ابنتيهما، كاتريونا وأليسون بيتس. تلقت الفتاتان تعليمهما كوالدتهما بمدرسة رويدان، ثم أكملتا بعدها دراستهما في الجامعة. بعد زواجها أصبحت تعرف بأورسولا فيوليت جراهام بيتس. جميع أورقها محفوظة من قبل مركز دراسات جنوب آسيا في جامعة كامبردج.

## أعمال مبنية عن حياتها
أنتج برنامجان عنها لراديو بي بي سي و4 برامج، ملكة الناجا، من إنتاج كريس إلدون لي وورواها جون هورسلي، وصائدة الفراشة، ومسرحية من إنتاج ماثيو سولون مستوحاة من حياة أورسولا بيتس وزوجها إف.إن بيتس.
قامت أكاديمية أكسفورد للأفلام الوثائقية بإنتاج فيلم وثائقي بتمويل من مجلس الفيلم البريطاني (الصندوق الوطني للأرشيف الرقمي- ساوث سكرين) تحت عنوان «صور ملتقطة من قبل نساء» يضم بعضا من صور التقطتها أورسولا جراهام باور ومجموعة من الأشياء التي جمعتها، بالإضافة إلى مقاطع من الفيلم الذي صورته عند قضاء وقتها في ناجالاند بالهند. يتم إنتاج هذا المشروع التعاوني بين أكاديمية أكسفورد للأفلام الوثائقية (OADF)  ومتحف بيت ريفرز الموجود في جامعة أكسفورد، من قبل الدكتور أليسون كان. بحيث يتضمن الفيلم الوثائقي أيضًا لقطات فيلم وأعمال بياتريس بلاكوود، وهي عالمة أنثروبولوجيا مهمة أخرى التي جمعت صورًا وأشياء عند أقامتها في بابوا غينيا الجديدة (من بيت أماكن أخرى)، والتي التقطت أيضًا صورا من فيلمها المبني على الوقت الذي أمضته في هذا المجال في الثلاثينات من القرن العشرين.